# Eravur
Eravur (syng. එරාවූර්, tamil. ஏறாவூர்) – miasto w Sri Lance, w prowincji Wschodnia.